# Penicillium hispanicum
Penicíllium hispánicum (лат.) — вид несовершенных грибов (телеоморфная стадия неизвестна), относящийся к роду Пеницилл (Penicillium). Более известен под ошибочно употребляемым названием Penicillium implicatum.

## Описание
Колонии на агаре Чапека ограниченно-растущие, не более 3,5 см в диаметре на 14-е сутки (а обычно меньше), бархатистые, плотные, с узким белым стерильным краем, несколько морщинистые. Спороносят обильно, в сине-серых, сине-зелёных или насыщенно-зелёных тонах, иногда массы спор корковидно растрескивающиеся. Иногда имеются немногочисленные капельки бесцветного, желтоватого или красно-коричневого экссудата. Реверс от желтоватого до оранжевого (редко неокрашенный), красно-коричневого и, редко, фиолетового, в среду выделяется жёлтый пигмент. На CYA колонии радиально-морщинистые, с жёлто-оранжевым реверсом. На агаре с солодовым экстрактом (MEA) колонии концентрически-зонистые, обильно спороносящие в сине-серых тонах, с ярко-жёлтым реверсом.
Конидиеносцы строго одноярусные, до 100 мкм длиной и 2—5 мкм толщиной, гладкостенные или почти гладкостенные. Фиалиды фляговидные, по 8—12 в пучке, 6—12 мкм длиной. Конидии эллиптические до почти шаровидных, 2—3(5) мкм в диаметре, гладкостенные или едва шероховатые, в цепочках, собранных в плотные до рыхлых колонки.

### Отличия от близких видов
Определяется по ограниченно-растущим обильно спороносящим колониям с оранжево-коричневым реверсом, со строго одноярусными кисточками.

## Экология
Повсеместно распространённый, преимущественно почвенный гриб.

## Таксономия
Penicillium hispanicum C.Ramírez, A.T.Martínez & Ferrer, Mycopathologia 66 (1-2): 77 (1978).